# 王讓 (永樂進士)
王讓（14世紀—15世紀），字體艮，江西吉安府安福縣東鄉蒙岡人，明朝政治人物。

## 生平
王讓是永樂十八年（1420年）舉人，二十二年（1424年）成進士，宣德三年（1428年）獲授行在廣西道監察御史，巡按雲南時罷黜頑固不服從的土官左三，令邊境肅然，巡按直隸時也保持清廉，到正統三年（1438年）陞任福建按察司副使，審理冤獄和延誤案件令百姓佩服其廉明。

## 引用
1. 1 2  同治《安福縣志·卷十·人物志》：王讓，字體艮，東鄉蒙岡人，永樂甲辰進士，授廣西道監察御史按雲南，土官左三梗化即劾黜之，邊境肅然，巡直隸力持風裁，陞福建按察司副使，理冤決滯，人服其明。
2. ↑  同治《安福縣志·卷八·選舉志》：明鄉舉……永樂十八年庚子科……王讓 進士……明進士……永樂二十二年甲辰邢寬榜……王讓 傳見宦績
3. ↑  《明宣宗章皇帝實錄·卷四十八》：（宣德三年十一月）丁丑擢……進士揭稽、謝衡、施信、胡器、鄧棨、高舉、熊翼、張琦、章聰、王讓、丘俊……皆為監察御史……聰、讓、鏞行在廣西道……凡四十三人才堪御史。
4. ↑  《明英宗睿皇帝實錄·卷四十九》：（正統三年十二月）丁巳陞……監察御史王讓為福建按察司副使……